# Formostenus angularis
Formostenus angularis là một loài tò vò trong họ Ichneumonidae.